# Mikael Gabriel
Mikael Gabriel, nato Mikael Kristian Gabriel Sohlman (Helsinki, 25 febbraio 1990), è un rapper finlandese.

## Biografia
L'album di debutto di Mikael Gabriel, 5 miljoonaa muuta, fu pubblicato ad inizio 2009. Un anno dopo MG abbandonò la Helsinki Freedom Records per la Universal Music Group, con la quale pubblicò il secondo album, Pohjosen poika, il 26 gennaio 2011.
La pubblicazione del terzo album di Mikael Gabriel, Mun maailma, è avvenuta nella primavera del 2013.

## Discografia
- 2009 – 5 miljoonaa muuta
- 2011 – Pohjosen poika
- 2013 – Mun maailma
- 2015 – Versus
- 2018 – Ääripäät
- 2021 – Elonmerkki
- 2022 – Big Steppa

## Filmografia
- 2016 – Pahan kukat
- 2016 – Lake Bodom (Bodom)

## Riconoscimenti
- MTV Europe Music Awards
  - 2013 – Candidatura al Miglior artista finlandese[3]
  - 2015 – Candidatura al Miglior artista finlandese[4]
  - 2017 – Candidatura al Miglior artista finlandese[5]
  - 2018 – Candidatura al Miglior artista finlandese[6]